# سوجی اوکیتا
اوکیتا سوجی (به ژاپنی: 沖田 総司 Okita Sōji)؛ ۱۸۴۲/۱۸۴۴ – ۱۹ ژوئیه ۱۸۶۸ (سن ۲۴–۲۶) فرمانده اولین واحد شینسنگومی در ژاپن بود.
در ۱۶ سپتامبر ۱۸۶۳ (سال سوم بونکیو)، توشیزو هیجیکاتا و سوجی اوکیتا آدمکش‌هایی بودند که کامو سریزاوا را در حالی که مست و خواب بود، ترور کردند. از آن به بعد، کوندو ایسامی تنها رئیس شینسنگومی شد و این سازمان قوی‌تر شد.

## بررسی اجمالی
وقتی اوکیتا سوجی ۴ یا ۵ ساله بود، والدینش یکی پس از دیگری فوت کردند. خواهر بزرگتر اوکیتای جوان، سرپرستی خانواده را به جای او به ارث برد، اما خانواده اوکیتا از قلمرو شیراکاوا فرار کردند و در فقر زندگی خود را آغاز کردند.
در سال ۱۸۵۰، اوکیتا سوجی ۹ ساله در یک مسابقه شمشیربازی یک بزرگسال را شکست داد و به خاطر استعدادش مورد تقدیر قرار گرفت. او وارد دوجوی آموزش سبک تننن ریشین-ریو به نام شیئیکان شد و زیر نظر کوندو شوسوکه (پدرخوانده کوندو ایسامی، رئیس شینسنگومی) شاگردی کرد.

## مرگ
شوگون‌سالاری به شینسنگومی مأموریت داد تا از پیشروی نیروهای دولتی جدید به ولایت کای (کوفو) جلوگیری کند و آنها نام خود را به کویو چینبوتای تغییر دادند و به نبرد کوشو کاتسونوما لشکرکشی کردند، اما شکست خوردند. سپس آنها به ادو بازگشتند، اما به دلیل اختلاف در سیاست، ناگاکورا شینپاچی، سانوسوکه هارادا و دیگران گروه را ترک کردند تا سیکیوتای را تشکیل دهند. کوندو، هیجیکاتا و دیگران با رفتن به ناگاریاما، چیبا سعی در بازگشت به ادو داشتند، اما کوندو توسط نیروهای دولتی جدید دستگیر و اعدام شد و اوکیتا سوجی به دلیل بدتر شدن سل مزمن خود در ادو درگذشت.